# جائزة روبرت فوستر تشيري
جائزة روبرت فوستر تشيري (بالإنجليزية: Robert Foster Cherry Award)‏‏ هي جائزة تُمنح من قبل جامعة بايلور. تأسست في 2004.